# Ronde van Italië 1960
| Eindklassement      |                         |              |
| Algemeen klassement | Jacques Anquetil        | 94h 03' 54"  |
| Tweede              | Gastone Nencini         | + 0' 28"     |
| Derde               | Charly Gaul             | + 3' 51"     |
| Vierde              | Imerio Massignan        | + 4' 06"     |
| Vijfde              | Jos Hoevenaars          | + 5' 53"     |
| Zesde               | Guido Carlesi           | + 6' 28"     |
| Zevende             | Arnaldo Pambianco       | + 8' 32"     |
| Achtste             | Diego Ronchini          | + 9' 28"     |
| Negende             | Edouard Delberghe       | + 12' 29"    |
| Tiende              | Agostino Coletto        | + 13' 10"    |
| (Ned)               | Wim van Est (32e)       | + 1h 01' 36" |
| Rode Lantaarn       | Tonino Domenicali (97e) | + 4h 30' 51" |
| Bergklassement      | Rik Van Looy            | 250 punten   |
| Tweede              | Imerio Massignan        | 210 punten   |
| Derde               | Gastone Nencini         | 190 punten   |
| Ploegenklassement   | Ignis                   | ?            |
| Tweede              | ?                       | ?            |
| Derde               | ?                       | ?            |

In 1960 ging de 43e Giro d'Italia op 19 mei van start in Rome. Hij eindigde op 9 juni in Milaan. Er stonden 140 renners verdeeld over 14 ploegen aan de start. Hij werd gewonnen door Jacques Anquetil.

Aantal ritten: 21

Totale afstand: 3579.0 km

Gemiddelde snelheid: 38.048 km/h

Aantal deelnemers: 140

## Belgische en Nederlandse prestaties
In totaal namen er 16 Belgen en 6 Nederlanders deel aan de Giro van 1960.

### Belgische etappezeges
- Rik Van Looy won de 7e etappe deel B van Bellaria naar Forlì, de 8e etappe van Forlì naar Livorno en de 11e etappe van Sestri Levante naar Asti.
- Emile Daems won de 9e etappe deel A van Livorno naar Carrara en de 19e etappe van Belluno naar Trente.

### Nederlandse etappezeges
- In 1960 was er geen Nederlandse etappezege.

## Etappe uitslagen
| Datum                  | Etappe    | Parcours                            | Afstand | Eerste                                     | Tweede                    | Derde                    | Klassementsleider      |
| ---------------------- | --------- | ----------------------------------- | ------- | ------------------------------------------ | ------------------------- | ------------------------ | ---------------------- |
| 19 mei                 | etappe 1  | Rome - Napels                       | 212 km  | Dino Bruni (Ita)                           | Arrigo Padovan (Ita)      | Gilbert Desmet I (Bel)   | Dino Bruni (Ita)       |
| 20 mei                 | etappe 2  | Sorrento - Sorrento (tijdrit)       | 25 km   | Romeo Venturelli (Ita)                     | Jacques Anquetil (Fra)    | Guido Carlesi (Ita)      | Romeo Venturelli (Ita) |
| 21 mei                 | etappe 3  | Sorrento - Campobasso               | 186 km  | Miguel Poblet (Spa)                        | Guido Carlesi (Ita)       | Adriano Zamboni (Ita)    | Jacques Anquetil (Fra) |
| 22 mei                 | etappe 4  | Campobasso - Pescara                | 192 km  | Salvador Botella (Spa)                     | Ernesto Bono (Ita)        | Giuseppe Sartore (Ita)   | Jacques Anquetil (Fra) |
| 23 mei                 | etappe 5  | Pescara - Rieti                     | 218 km  | Gastone Nencini (Ita)                      | Guido Carlesi (Ita)       | Rik Van Looy (Bel)       | Jacques Anquetil (Fra) |
| 24 mei                 | etappe 6  | Terni - Rimini                      | 230 km  | Pierino Baffi (Ita)                        | Nino Defilippis (Ita)     | Michele Gismondi (Ita)   | Jos Hoevenaars (Bel)   |
| 25 mei                 | etappe 7a | Igea Martina - Bellaria (tijdrit)   | 5 km    | Miguel Poblet (Spa)                        | Gastone Nencini (Ita)     | Rik Van Looy (Bel)       | Jos Hoevenaars (Bel)   |
| 25 mei                 | etappe 7b | Bellaria - Forlì                    | 81 km   | Rik Van Looy (Bel)                         | André Darrigade (Fra)     | Arrigo Padovan (Ita)     | Jos Hoevenaars (Bel)   |
| 26 mei                 | etappe 8  | Forlì - Livorno                     | 304 km  | Rik Van Looy (Bel)                         | Giuseppe Sartore (Ita)    | Alessandro Fantini (Ita) | Jos Hoevenaars (Bel)   |
| 27 mei                 | etappe 9a | Livorno - Carrara                   | 93 km   | Emile Daems (Bel)                          | Pierino Baffi (Ita)       | Tonino Domenicali (Ita)  | Jos Hoevenaars (Bel)   |
| 27 mei                 | etappe 9b | Carrara - Cave di Carrara (tijdrit) | 2 km    | Jacques Anquetil (Fra) Miguel Poblet (Spa) |                           | Charly Gaul (Lux)        | Jos Hoevenaars (Bel)   |
| 28 mei                 | etappe 10 | Carrara - Sestri Levante            | 171 km  | Gastone Nencini (Ita)                      | Rik Van Looy (Bel)        | Aurelio Cestari (Ita)    | Jos Hoevenaars (Bel)   |
| 29 mei                 | etappe 11 | Sestri Levante - Asti               | 180 km  | Rik Van Looy (Bel)                         | Rino Benedetti (Ita)      | Gastone Nencini (Ita)    | Jos Hoevenaars (Bel)   |
| 30 mei                 | etappe 12 | Asti - Cervinia                     | 176 km  | Addo Kazianka (Ita)                        | Gastone Nencini (Ita)     | Jacques Anquetil (Fra)   | Jos Hoevenaars (Bel)   |
| 31 mei                 | etappe 13 | Saint-Vincent-d'Aoste - Milaan      | 225 km  | Jean Stablinski (Fra)                      | Pietro Zoppas (Ita)       | Rino Benedetti (Ita)     | Jos Hoevenaars (Bel)   |
| 1 juni                 | etappe 14 | Seregno - Lecco (tijdrit)           | 68 km   | Jacques Anquetil (Fra)                     | Ercole Baldini (Ita)      | Diego Ronchini (Ita)     | Jacques Anquetil (Fra) |
| 2 juni was een rustdag |           |                                     |         |                                            |                           |                          |                        |
| 3 juni                 | etappe 15 | Lecco - Verona                      | 150 km  | André Darrigade (Fra)                      | Edgard Sorgeloos (Bel)    | Dino Liviero (Ita)       | Jacques Anquetil (Fra) |
| 4 juni                 | etappe 16 | Verona - Treviso                    | 110 km  | Roberto Falaschi (Ita)                     | Mario Tosato (Ita)        | Carlo Azzini (Ita)       | Jacques Anquetil (Fra) |
| 5 juni                 | etappe 17 | Treviso - Triëst                    | 147 km  | Dino Bruni (Ita)                           | Alessandro Fantini (Ita)  | Ercole Baldini (Ita)     | Jacques Anquetil (Fra) |
| 6 juni                 | etappe 18 | Triëst - Belluno                    | 240 km  | Seamus Elliott (Ier)                       | Graziano Battistini (Ita) | Rino Benedetti (Ita)     | Jacques Anquetil (Fra) |
| 7 juni                 | etappe 19 | Belluno - Trente                    | 110 km  | Emile Daems (Bel)                          | Edgard Sorgeloos (Bel)    | Guido Boni (Ita)         | Jacques Anquetil (Fra) |
| 8 juni                 | etappe 20 | Trente - Bormio                     | 229 km  | Charly Gaul (Lux)                          | Imerio Massignan (Ita)    | Gastone Nencini (Ita)    | Jacques Anquetil (Fra) |
| 9 juni                 | etappe 21 | Bormio - Milaan                     | 225 km  | Arrigo Padovan (Ita)                       | Rik Van Looy (Bel)        | Gastone Nencini (Ita)    | Jacques Anquetil (Fra) |

 winnaars · 
roze trui · 
  puntenklassement · 
  bergklassement · 
 jongerenklassement · 
 intergiro · 
 ploegenklassement · 
 strijdlust · 
 zwarte trui
Giro d'Italia Next Gen · Giro Donne · Cima Coppi
 Belgische rozetruidragers · etappewinnaars
 Nederlandse rozetruidragers · etappewinnaars
Mannen:
1909 · 
1910 · 
1911 · 
1912 · 
1913 · 
1914 · 
1919 · 
1920 · 
1921 · 
1922 · 
1923 · 
1924 · 
1925 · 
1926 · 
1927 · 
1928 · 
1929 · 
1930 · 
1931 · 
1932 · 
1933 · 
1934 · 
1935 · 
1936 · 
1937 · 
1938 · 
1939 · 
1940 · 
1946 · 
1947 · 
1948 · 
1949 · 
1950 · 
1951 · 
1952 · 
1953 · 
1954 · 
1955 · 
1956 · 
1957 · 
1958 · 
1959 · 
1960 · 
1961 · 
1962 · 
1963 · 
1964 · 
1965 · 
1966 · 
1967 · 
1968 · 
1969 · 
1970 · 
1971 · 
1972 · 
1973 · 
1974 · 
1975 · 
1976 · 
1977 · 
1978 · 
1979 · 
1980 · 
1981 · 
1982 · 
1983 · 
1984 · 
1985 · 
1986 · 
1987 · 
1988 · 
1989 · 
1990 · 
1991 · 
1992 · 
1993 · 
1994 · 
1995 · 
1996 · 
1997 · 
1998 · 
1999 · 
2000 · 
2001 · 
2002 · 
2003 · 
2004 · 
2005 · 
2006 · 
2007 · 
2008 · 
2009 · 
2010 · 
2011 · 
2012 · 
2013 · 
2014 · 
2015 · 
2016 · 
2017 · 
2018 · 
2019 · 
2020 · 
2021 · 
2022 · 
2023 · 
2024 · 
2025
Vrouwen:
1988 · 
1989 · 
1990 · 
1991 ·
1992 ·
1993 · 
1994 · 
1995 · 
1996 · 
1997 · 
1998 · 
1999 · 
2000 · 
2001 · 
2002 · 
2003 · 
2004 · 
2005 · 
2006 · 
2007 · 
2008 · 
2009 · 
2010 · 
2011 · 
2012 ·
2013 · 
2014 ·
2015 ·
2016 ·
2017 ·
2018 ·
2019 ·
2020 ·
2021 ·
2022 ·
2023 ·
2024 ·
2025